# Pūanu-Gletscher
Der Pūanu-Gletscher ist ein Gletscher im ostantarktischen Viktorialand. In den Apocalypse Peaks nimmt er den oberen Teil des Papitashvili Valley ein.
Das New Zealand Geographic Board benannte ihn 2005 nach einem Begriff aus dem Māori für „erbitterte Kälte“.